# تيم برينان
تيم برينان (بالإنجليزية: Tim Brennan)‏ هو عازف بيانو ومغني أمريكي، ولد في 1983 في West Hartford, Connecticut ‏ في الولايات المتحدة.

## وصلات خارجية
- تيم برينان على موقع IMDb (الإنجليزية)
- تيم برينان على موقع ميوزك برينز (الإنجليزية)
- تيم برينان على موقع ديسكوغز (الإنجليزية)